# ナラトゥース
ナラトゥース(Narrathoth)は、クトゥルフ神話に登場する架空の神性。ナラトースとも。

## ロバート・シルヴァーバーグ『クトゥルーの眷属』
ナラトゥースの初出。青心社系翻訳なので「ナラトース」「クトゥルー」表記になっている。青心社の『クトゥルー』と国書刊行会の『真ク』を併せて、ナラトゥースが登場する唯一の作品。ロバート・シルヴァーバーグが、パルプ・ライター時代の1959年に発表した。
本作はユーモラスな内容となっており、東雅夫は『クトゥルー神話辞典』にて「SF界の大御所の手になる珍しい神話小説」「最も召喚の容易な下級の魔物と平凡な若者を主役に据えた発想の転換は秀逸で、寓話風の味わいを醸しだしている」「『アラビアン・ナイト』のランプの魔神のエピソードを彷彿とさせる」と解説している。

### ナラトゥースの設定
ナラトース（ナラトゥース）の容姿の説明がある。膨れた頭部に、3つに割れた単眼を持ち、眼は憎しみに燃え上がっている。サイズは人間よりも大きく、全身真っ白な鱗に覆われ、悪臭を放つ。人語を喋り、常に怒っており口が悪い。またセリフが、やけに時代がかった芝居口調に日本語翻訳されている。例：「ナラトースの眠りを乱す性急なる者は誰ぞ」「何が望みなるか、われを捕らえし者よ」
ネクロノミコンに、最も召喚の容易なデーモンとして記されている。召喚して五芒星形の魔法陣内に捕らえている限りは、召喚者には逆らえず、あらゆる望みを叶える。旧支配者の下僕であり、主の力を別ち持つ。クトゥルフの仲間として太古の地球を支配していた者の一体だが、外宇宙へと追い出された。眠れるクトゥルフが目覚めて、再び地球に呼び出されるときを待っている。
ロバート・M・プライスは、この名については「神々の使いのトート(Thoth)と神話のナレーター(Narrator)」であると指摘している。

### あらすじ
ミスカトニック大学付属図書館でアルバイトをしている17歳の少年・マーティは、上司の大学院生ヴォ―リスから『ネクロノミコン』を、館外にこっそり持ち出すよう頼まれる。マーティは引き受けるも、希少性につられて、転売目的で横取りする。
マーティは持ち帰り、読んで魔道書と知り、効果を確かめるため、最も召喚が容易とされている魔物・ナラトースを召喚する。魔法陣に捕らわれ不機嫌なナラトースだったが、豪華な食事や美女を出したりと、マーティの望みをなんでも叶えてくれる。
また用事があるときに再度呼び出そうと、マーティはナラトースを眠りにつかせる呪文を唱えようとするが、ページを間違えて、ヨグ＝ソトースの召喚呪文を唱えてしまう。
その結果、ヨグ＝ソトースの巨大な触手が建物を破り、ナラトースを縛る結界陣を破壊し、ナラトースは帰ってしまった上、マーティもヨグ＝ソトースに食べられてしまう。

### 収録
- 『クトゥルー10』青心社、「クトゥルーの眷属」ロバート・シルヴァーバーグ、三宅初江訳